# Oscar Morcman
Oscar Morcman (Bergen, 1892 - aldaar, 1976) was een Noors schrijver en componist, grotendeels autodidact.
Hij publiceerde onder andere kritieken op muziek in het blad Atlantis (Strømninger i moderne fransk musik). Hij maakte vergelijkingen tussen de klassieke muziek afkomstig uit de Duitse en Franse traditie. Voor die laatste zag hij de muziek van Claude Debussy toch wel als voorbeeld. Morcman roeide hiermee tegen de stroom in, muzikaal Noorwegen keek toch meer de Duitse kant op.
Van zijn hand verschenen twee concertouvertures, Euripides en Kong Lear, die beide in première gingen in Bergen door het Bergen filharmoniske orkester. In het seizoen 1935/1936 speelde hetzelfde orkest Euripides nog een keer. In het Handbuch der Musikgeschichte van Guido Adler uit circa 1929 werd Morcman gezien als talent. Hij werd in één zin genoemd met Arvid Kleven, Harald Sæverud en Marius Moaritz Ulfrstad. Behalve Sæverud brak geen van die componisten echt door. Morcman verdween zelfs geheel van het muziekpodium.
Schrijfsels:
- 1935: "Spiralen" bij Aschehoug
- Französisches Musikleben von heute